# Пашня (Тверская область)
Пашня  — деревня в Калязинском районе Тверской области. Входит в состав Семендяевского сельского поселения.

## География
Находится в юго-восточной части Тверской области на расстоянии приблизительно 16 км на восток по прямой от районного центра города Калязин.

## История
Была отмечена на карте 1825 года. В 1859 году здесь (деревня Калязинского уезда Тверской губернии) было учтено 15 дворов, в 1941 — 15.

## Население
Численность населения: 101 человек (1859 год), 4 (русские 100 %) в 2002 году, 1 в 2010.